# Ilex litseifolia
Ilex litseifolia är en järneksväxtart som beskrevs av Hu Hsien-Hsu och T. Tang. Ilex litseifolia ingår i släktet järnekar, och familjen järneksväxter. Inga underarter finns listade i Catalogue of Life.